# Smittia itachipennis
Smittia itachipennis är en tvåvingeart som beskrevs av Sasa och Kawai 1987. Smittia itachipennis ingår i släktet Smittia och familjen fjädermyggor. Inga underarter finns listade i Catalogue of Life.